# 石湖乡 (固镇县)
石湖乡，是中华人民共和国安徽省蚌埠市固镇县下辖的一个乡镇级行政单位。

## 行政区划
石湖乡下辖以下地区：
石湖社区、齐湖村、丁巷村、桑圩村、钟黄村、刘元村、陈桥村、徐祠村、陡沟村、后马村和康湖村。